# Neotrichia nesiotes
Neotrichia nesiotes är en nattsländeart som beskrevs av Oliver S. Flint Jr. och Sykora 1993. Neotrichia nesiotes ingår i släktet Neotrichia och familjen smånattsländor. Inga underarter finns listade i Catalogue of Life.